# Hermann Neuton Paulsen
Hermann Neuton Paulsen (* 24. Juli 1898 auf der Hallig Süderoog; † 5. Februar 1951 in Husum) war ein deutscher Pädagoge und Besitzer der Hallig Süderoog im Nordfriesischen Wattenmeer.

## Leben
Hermann Paulsen war ein Sohn des Landwirtes Martin Anton Paulsen (* 26. April 1854 in Süderoog; † 5. April 1927 auf Pellworm) und dessen Ehefrau Nicoline, geborene von Holdt; (* 17. Mai 1863 auf Hallig Hooge; † 24. Februar 1901 in Süderoog). Der Großvater mütterlicherseits war der Bauer Hans Peter von Holdt auf Hooge.
Paulsen und seine Geschwister bekamen zunächst Unterricht von einem Hauslehrer. Danach präparierte ihn Pastor Hansen auf Pellworm für einen Besuch des Husumer Gymnasiums, in dessen Quarta er zu Ostern 1913 eintrat. Er lebte in einer Pension für Schüler und schloss sich der Husumer Gruppe des „Wandervogel e. V.“ an. Dieser hatte ein Landheim in Rödemis und tauschte sich mit vielen Gruppen aus, die sich in Schleswig-Holstein, Hamburg und der weiteren Region befanden.
1915 meldete sich Paulsen als Obertertianer freiwillig zum Kriegsdienst. Die Schlacht um Verdun löste bei ihm einen physischen Schock aus. Bei Kriegsende war er fernab der Front als Telefonist tätig und hatte weder einen Schulabschluss noch eine Berufsausbildung. Er arbeitete danach als Sanitäter in einem Freikorps im Baltikum, als Pfleger in einem Jugendgefängnis in Kopenhagen, in einem Jugendsekretariat in Stuttgart und in der Jugendpflege in Friedrichstadt. 1921/22 besuchte er eine landwirtschaftliche Schule in Heide.
Aufgrund seiner als Soldat gewonnenen Erfahrungen war Paulsen der Auffassung, dass ein künftiges friedliches Miteinander darauf basieren müsse, dass Nationen einander achteten. Darüber hinaus war er der Meinung, dass die Verständigung der Völker dauerhaft nur umgesetzt werden könnte, wenn nachfolgende Generationen diese Idee übernahmen. Dies sah er als Aufgabe des Wandervogels.
Unter dem Eindruck der Kriegserlebnisse begann er in der Folgezeit für männliche Jugendliche – zunächst zwischen 1924 und 1926 auf Hallig Hooge, dann seit 1927 auf der im Besitz seiner Familie befindlichen Hallig Süderoog – internationale Begegnungsferien  zu  ermöglichen,  um den Gedanken der Verständigung und des gegenseitigen Respekts bereits im Schüleralter entstehen zu lassen. Nie wieder sollten die später erwachsen Werdenden die Waffen gegeneinander erheben.
Sein Bestreben war, Jungen aus verschiedenen Ländern und aus durchaus ungleichen sozialen Verhältnissen zusammenzubringen, um sie mit dem gesunden Leben auf der landwirtschaftlich geprägten Hallig – und damit mit der praktischen Seite des Lebens – in Berührung kommen zu lassen. Dabei ließ er sich von dem Gedanken leiten, dass durch gemeinsames Tun – durch Spiel und Sport sowie die gemeinsame Erledigung von Alltagsarbeit – freundschaftliches Sichkennenlernen ermöglicht werden kann. 
Der Ferienaufenthalt in der Begegnungsstätte auf der landschaftlich reizvoll gelegenen Hallig sollte aber auch „eine Gelegenheit für die Jungen sein, die eigentümlichen nordfriesischen Inseln und ihre Menschen kennenzulernen. Sie sollen sich freuen an dem weiten, unendlichen Meer, an dem hochgewölbten Himmel, an der Pracht der blühenden Halligblumen und am flinken Flug der Seevögel.“
Heranwachsende aus der Schweiz, aus Ungarn und vor allem aus skandinavischen Ländern, die durch seine spätere Ehefrau Gunvor Gustavsson nach Süderoog kamen, verlebten auf der „Hallig der Jungen“ eine unbeschwerte Ferienzeit, bei der sie in das von Ebbe und Flut bestimmte Halligleben eingebunden waren.
Von 1927 bis weit in die 1960er Jahre hinein hatte sein Erziehungswerk zur Völkerversöhnung und -verständigung Bestand. Die nationalsozialistischen Machthaber versuchten vergebens, ihn und sein Wirken in die Nationalsozialistische Volkswohlfahrt einzubinden. Ab 1930 assistierte ihm seine spätere Ehefrau Gunvor Gustavson (* 3. Oktober 1906 in Falun; † 1985 ebenda)., die eine Stelle beim schwedischen Sozialministerium hatte. Beide heirateten am 22. April 1948 und hatten keine Kinder.
Nach dem Tod ihres Ehemannes arbeitete Gunvor Paulsen weiter in seinem Sinne. Sie nahm deutsche Flüchtlingskinder und Jugendliche verschiedener Nationalitäten und unterschiedlicher sozialer Abstammung auf. In den 1950er Jahren gründete sie die „Stiftung Süderoog“, die es ihr bis 1958 ermöglichte, ein Freundschaftswerk aufzubauen. Die Stiftung konnte die Kosten dauerhaft nicht tragen; Gunvor Paulsen die Einrichtung von Stockholm aus auch nicht ausreichend leiten. 1966 schloss der Ferienbetrieb endgültig. Das Land Schleswig-Holstein übernahm im April 1971 alle Gebäude.
Paulsen war durch seine Ideen ein früher Wegbereiter der Europäischen Einigung. Antriebe seines Wirkens waren Idealismus und Verantwortungsgefühl gegenüber jungen Menschen sowie der Wille, die Verständigung über Ländergrenzen zu ermöglichen. 1975 wurde ihm durch das Ludwig-Nissen-Haus in Husum in der Diele des Hallighauses auf Hallig Süderoog in Form einer „Hermann-Neuton-Paulsen-Gedächtnisstätte“ ein Denkmal gesetzt. Heute trägt auch die Inselschule auf Pellworm seinen Namen.